# Zenon Lipiński
Zenon Lipiński (ur. 22 grudnia 1892 w Warszawie, zm. ?) – polski działacz partyjny i państwowy, związkowiec, pocztowiec, podsekretarz stanu w Ministerstwie Poczt i Telegrafów (1948–1950).

## Życiorys
Syn Antoniego i Stefanii. Od 1909 do 1910 pracował w służbie ruchu i jako dyżurny stacji kolejowej w Irenie. Następnie od 1911 do 1915 pracownik umysłowy warszawskiej poczty, a po jej ewakuacji od 1915 do 1918 zatrudniony w administracji Zarządu Okręgu Poczty w Moskwie. Prowadził stały felieton w czasopiśmie „Życie Warszawskie”, był wolnym słuchaczem na Wydziale Historyczno-Filozoficznym Uniwersytetu Szaniawskiego. W Moskwie działał w ruchu rewolucyjnym i związkach zawodowych, od 1917 do 1918 pełnił funkcję sekretarza Związku Ewakuowanych Pocztowców – Polaków w Moskwie. Po powrocie do Polski zatrudniony w Dyrekcji Okręgu Poczt i Telegrafów w Warszawie, gdzie doszedł do stanowiska kierownika wydziału osobowego i oddziału organizacyjnego. W okresie okupacji zajmował się dorywczo handlem i wytwarzaniem tytoniu, został także członkiem Armii Krajowej.
W 1945 mianowany naczelnikiem wydziału i następnie dyrektorem okręgu w Dyrekcji Okręgowej Poczt i Telegrafów i otrzymał nominację na naczelnika wydziału, a następnie wicedyrektora Okręgu. Od kwietnia 1945 działał w Polskiej Partii Robotniczej, w 1948 przekształconej w Polską Zjednoczoną Partię Robotniczą. Pełnił funkcję członka egzekutywy przewodniczącego Komitetu Pocztowego i Sekcji Pocztowo-Telekomunikacyjnej Komitetu Centralnego PPR. Od 1 marca 1948 do 13 czerwca 1950 pełnił funkcję podsekretarza stanu w Ministerstwie Poczt i Telegrafów. W lipcu 1950 usunięty z partii w związku z ujawnieniem związków z Armią Krajową i Delegaturą Rządu na Kraj.